# Hem-bau-nechen
Hem-bau-nechen ist die Bezeichnung eines altägyptischen Funktionstitels im Totenkult, der erstmals auf einem Relief einer Sedfestdarstellung der 4. Dynastie belegt ist. Die genaue Datierung ist unter den Ägyptologen umstritten.
Der Reliefblock ist Bestandteil der Amenemhet-I.-Pyramide in Lischt, die auf halbem Weg zwischen Dahschur und Meidum auf einem Hügel errichtet wurde. Hans Goedicke verweist auf die Herkunft des Reliefblocks aus dem Totentempel des Cheops. Dorothea Arnold sieht dagegen stilistische Ähnlichkeiten hinsichtlich der Snofru-Pyramiden.

## Hintergrund
Die Entwicklung des Titels Hem-bau-nechen basiert auf dem alten oberägyptisch-theologischen Fundament, weshalb für Unterägypten zunächst der entsprechende Titel Hem-bau-pedep vermutet wurde. Ein unterägyptisches Reliefbruchstück zeigt jedoch bei einem Opferungsritual den Titel des Hem-bau-nechen und widerlegte die Annahme einer getrennten ober- und unterägyptischen Besetzung der Funktion.
Der Hem-bau-nechen fungierte als Träger der Upuaut-Standarte und symbolisierte für die Verstorbenen den Öffner der Wege in die Duat. Das Amt war an den Königssohn gebunden, da die Wegeöffnung und die Gewährleistung des freien Ausschreitens zu den kultischen Aufgaben des Königssohnes gehörte. In der ägyptischen Mythologie ist diese Funktion im späteren Zusammenhang mit Horus als Sohn und Erbe des Osiris zentraler Bestandteil des Totenkults.
Auffällig ist die Trennung dieser Tätigkeit von der des Sem, der in der 3. Dynastie auf den Sedfestdarstellungen des Sahure und Niuserre noch die Upuaut-Standarte trägt. Beide Funktionstitel sind mit dem Tragen der Insignie des Pantherfells verbunden. Es bleibt unklar, ob es sich um verschiedene Königssöhne oder um den ältesten Königssohn handelt, der in verschiedenen Phasen des Sedfestes auftritt und die unterschiedlichen Funktionen ausübt.
In der 5. Dynastie münden die Tätigkeiten des Sem und die des Hem-bau-nechen in der Einführung des Sem-Priesters, der im weiteren Verlauf der altägyptischen Geschichte die ehemaligen Aufgaben des Königssohnes als Symbol des Horus repräsentiert.